# Jacqueline Batell
Jacqueline Batell de son vrai nom Jacqueline Andrée Jeanne Schiffmann est une compositrice, chanteuse et pianiste française de l'entre-deux-guerres, née à Paris 17e le 19 janvier 1908 et morte à Sanary-sur-Mer le 5 janvier 2004.

## Biographie
Jacqueline Andrée Jeanne Schiffmann dite Jacqueline Batell naît dans le 17e arrondissement de Paris le 19 janvier 1908. Elle est la fille de Georges Schiffmann, professeur et de Madeleine Bouscatel.
Au cours de sa carrière - qu'elle démarre au début des années 1930 sous le nom de « Jacques Batell » (elle aura aussi le pseudonyme de « Jack Lynn »)- elle compose et écrit plus d'une centaine de chansons, chantées par les plus grands d'artistes : Suzy Solidor, Tino Rossi, Maurice Chevalier, Reda Caire, Edith Piaf.
Elle est également propriétaire de cabarets. Tout d'abord en janvier 1937, elle ouvre le Siroco situé au 70 rue de Ponthieu. Un cabaret qu'elle ne tiendra pas longtemps, il sera racheté la même années par la chanteuse fantaisiste Jane Stick qui y créera son propre établissement, Chez Jane Stick. Puis, elle ouvre en fin 1938, le Petit Cabaret au 27 rue d'Artois.
En 1941, elle écrit et compose pour Charles Trenet la chanson Espoir.
Jacqueline fini sa vie en tant que pianiste pour des cours de danse classique.
Elle meurt le 5 janvier 2004 à Sanary-sur-mer. 

## Compositions
- Près de ma cabane (Batell/Grant), 1931
- Tout près de toi (Batell/Ramy), 1934
- Les filles de Saint-Malo (Batell), chantée par Suzy Solidor, 1935
- La Belle escale  (mus. Batell/par. A. Valray) chantée par Suzy Solidor et Reda Caire, tirée du film Escale de Louis Valray, 1935
- Il avait le hoquet (Batell/A. Valray)  chantée par Fernande Saala, tirée du film Escale, 1935
- Toi qui croise mon chemin (Batell/A. Valray)  chantée par Fernande Saala, tirée du film Escale, 1935
- La java d'un sou (Batell/A. Valray), chantée par Marie Dubas et Claire Franconnay, 1935
- Ca sent la friture (Batell/Marèze), 1935
- Ton visage (Batell/Audibert), 1937
- A Paimpol (Batell/Le Braz), 1937
- En naviguant (Batell/Le Braz), 1937
- Change d'image (Batell), 1937
- La maison coquette (Batell), 1937
- Un sou moins cher ! (Batell), 1937
- Jouez-moi (Batell), 1937
- Accordéon (Batell/Fabien), chantée par Line Viala, tirée du film Le café du port de Jean Choux, 1939
- La Valse en ré bémol (Batell), 1939
- Espoir (Batell), chantée par Charles Trénet, 1941
- Absence (Batell), 1942
- Se sentir léger (Batell), 1942
- Notre joie (Batell), 1942
- Le maillot rose de Miss Humphrey (Batell/Guigo), 1943
- Comme une fusée ! (Batell), 1943
- Dors bien... Paris ! (Batell), 1943
- Voilà les gars (Batell), 1944
- Le grand Charles (Batell/Brocey), 1944
- Son chewing gum (Batell/Guigo), 1944
- C'est comm'ça qu'ça d'vait finir (Batell/Marcy), 1944
- Tu regretteras peut-être... (Batell), 1945
- La légende de la rose bleue (Batell/Janicot), 1945
- Vous... (Stroeva-Batell/Stroeva), 1946
- Ses mains (Batell/Bacley), chantée par Edith Piaf et Dany Dauberson, 1949
- Des fleurs pour... mademoiselle (Batell/Faune), 1951
- Evasion (Batell/Agnion), 1951
- Ange des pavés (Batell/Normand), 1951
- M'amour (Batell), 1952
- Deux amants (Batell/Delanoé), chantée par Maria Vincent, 1953
- Un surboum chez Ziaza (Batell), 1955
- La carriole du père François (Batell), 1955
- Ton ombre (Batell/Vendome), 1955
- Kiosque à musique (Batell/Vendome), 1955
- Un p'tit coup d'musique (Batell), 1956
- A Tout berzingue (Batell/Vendome), 1957
- Le tourangeau (Batell/Bizeau), chantée par Marcelle Bordas, 1958
- Qui es-tu ? (Batell/Bizeau 1959
- Mannequins de Paris (Batell), 1964